# Panula sororcula
Panula sororcula là một loài bướm đêm trong họ Erebidae.